# Dmitri Bortnianski
Dmitró Stepánovich Bortnianski (en ucraniano: Дмитро́ Степа́нович Бортня́нський; en ruso: Дми́трий Степа́нович Бортня́нский); conocido en el mundo artístico con la transliteración rusa de su nombre Dmitri Stepánovich Bortnianski;  1751, Hlújiv, Hetmanato cosaco, Ucrania — 1825, San Petersburgo, Imperio ruso) fue un compositor ucraniano. Compuso en muchos estilos musicales distintos, incluyendo composiciones corales en francés, italiano, latín, alemán, eslavo y ucraniano.

## Biografía
Dmitri Bortnianski nació el 28 de octubre de 1751 en la ciudad de Hlújiv en Ucrania (llamada oficialmente en ruso "Glújov" durante el Imperio Ruso). A los siete años, su talento prodigioso en el coro de la iglesia local le dio la oportunidad de ir a la capital del imperio y cantar con el Coro Imperial de la Capilla en San Petersburgo. Allí  estudió música y composición con el director del Coro Imperial de la Capilla, el maestro italiano Baldassare Galuppi, con quien estableció relaciones. Cuando Galuppi volvió a Italia en 1769, Bortnianski fue con él. En Italia, tuvo considerable éxito componiendo óperas: Creonte (1776) y Alcide (1778) en Venecia, y Quinto Fabio (1779) en Modena. También hizo composiciones sacras en latín y alemán, tanto a cappella como con acompañamiento de orquesta (incluyendo un Ave María a dos voces y orquesta).
Bortnianski retornó a la corte en San Petersburgo en 1779 y floreció en creatividad. Compuso al menos cuatro óperas (todas en francés, con libreto de Franz-Hermann Lafermière): Le Faucon (1786), Le Fete du Seigneur (1786), Don Carlos (1786), y Le Fils-Rival ou La Moderne Stratonice (1787). Bortnianski escribió también composiciones instrumentales en dicha época, incluyendo sonatas para piano y quinteto para piano y arpa, y un ciclo de músicas en francés. Compuso también música litúrgica para la Iglesia Ortodoxa Rusa, combinando estilos de música sacra de Europa del Este y Oeste, incorporando la polifonía que aprendió en Italia; algunas obras son policorales, utilizando un estilo derivado de la técnica policoral de Venecia de Gabrielis.
Poco después, el genio de Bortnianski probó ser muy bueno para ser ignorado, y en 1796 fue nombrado Director del Coro Imperial de la Capilla, el primer director oriundo del Imperio Ruso. Con tan gran instrumento a su disposición, produjo más y más partituras de composiciones, incluidas 100 obras religiosas, conciertos sacros (35 para coros mixtos, 10 para coros dobles), cánticos e himnos.
Dmitri Bortnianski murió en San Petersburgo el 10 de octubre de 1825, y fue enterrado en el Monasterio Alejandro Nevski de San Petersburgo.
En 1882, Piotr Ilich Chaikovski editó las obras litúrgicas de Bortnianski, que fueron publicadas en diez volúmenes.

## Obras selectas

### Óperas
- Creonte (1776 Venecia)
- Alcide (1778 Venecia)
- Quinto Fabio (1779 Modena)
- Le Faucon (1786 San Petersburgo en francés, con libreto de Franz-Hermann Lafermière)
- Le Fete du Seigneur (1786 San Petersburgo en francés, con libreto de Franz-Hermann Lafermière)
- Don Carlos (Bortnianski) (1786 San Petersburgo en francés, con libreto de Franz-Hermann Lafermière)
- Le Fils-Rival ou La Moderne Stratonice (1787 San Petersburgo en francés, con libreto de Franz-Hermann Lafermière)

### Corales
- Da isprávitsia molitva moiá ("Let My Prayer Arise") no. 2.
- Jeruvímskaia pesn (Cherubic Hymn) no. 7
- Concerto No. 24: Vozvedokh ochi moyí v gory ("Levanto Los Ojos A Las Montañas")
- Concerto No. 27: Glásom moím ko Góspodu vozzvakh ("Con Mi Voz He Llorado A Dios")
- Concerto No. 32: Skazhí mi, Góspodi, konchinu moyú ("Señor, Hazme Conocer Mi Final")